# Saxi-Bourdon
Saxi-Bourdon è un comune francese di 298 abitanti situato nel dipartimento della Nièvre nella regione della Borgogna-Franca Contea.

## Società

### Evoluzione demografica
Abitanti censiti